# Kleinsumpfhuhn
Das Kleinsumpfhuhn (Zapornia parva, Syn.: Porzana parva), auch Kleines Sumpfhuhn  oder Kleinralle genannt, ist eine in Eurasien beheimatete Vogelart aus der Gattung Zapornia in der Familie der Rallen (Rallidae). Im Osten Mitteleuropas ist das Kleine Sumpfhuhn ein verbreiteter Brut- und Sommervogel. In Deutschland, den Niederlanden, der Schweiz und Tschechien gibt es dagegen nur lokal vereinzelte Brutvorkommen.

## Merkmale
Das Kleinsumpfhuhn wird 18 bis 20 Zentimeter lang und hat eine Flügelspannweite von 34 bis 39 Zentimeter.
Das Männchen wird 30 bis 72 Gramm, das Weibchen 36 bis 65 Gramm schwer. Damit gehört es gemeinsam mit dem Zwergsumpfhuhn zu den kleinsten einheimischen Rallenarten. Das Kleine Sumpfhuhn wird bis zu sechs Jahre alt. Das oben braune Federkleid hat eine schwärzliche und weiße Zeichnung.
Unten ist es beim Männchen blaugrau mit einer schwachen Bänderung der Flanken, beim Weibchen bräunlich. Vom ähnlichen Zwergsumpfhuhn unterscheidet sich das Kleinsumpfhuhn durch grünliche und nicht bräunlich-rosa Beine, olivgrünen Schnabel mit rotem Fleck an der Basis und die fehlende schwarze Bänderung der Flanken.

## Vorkommen

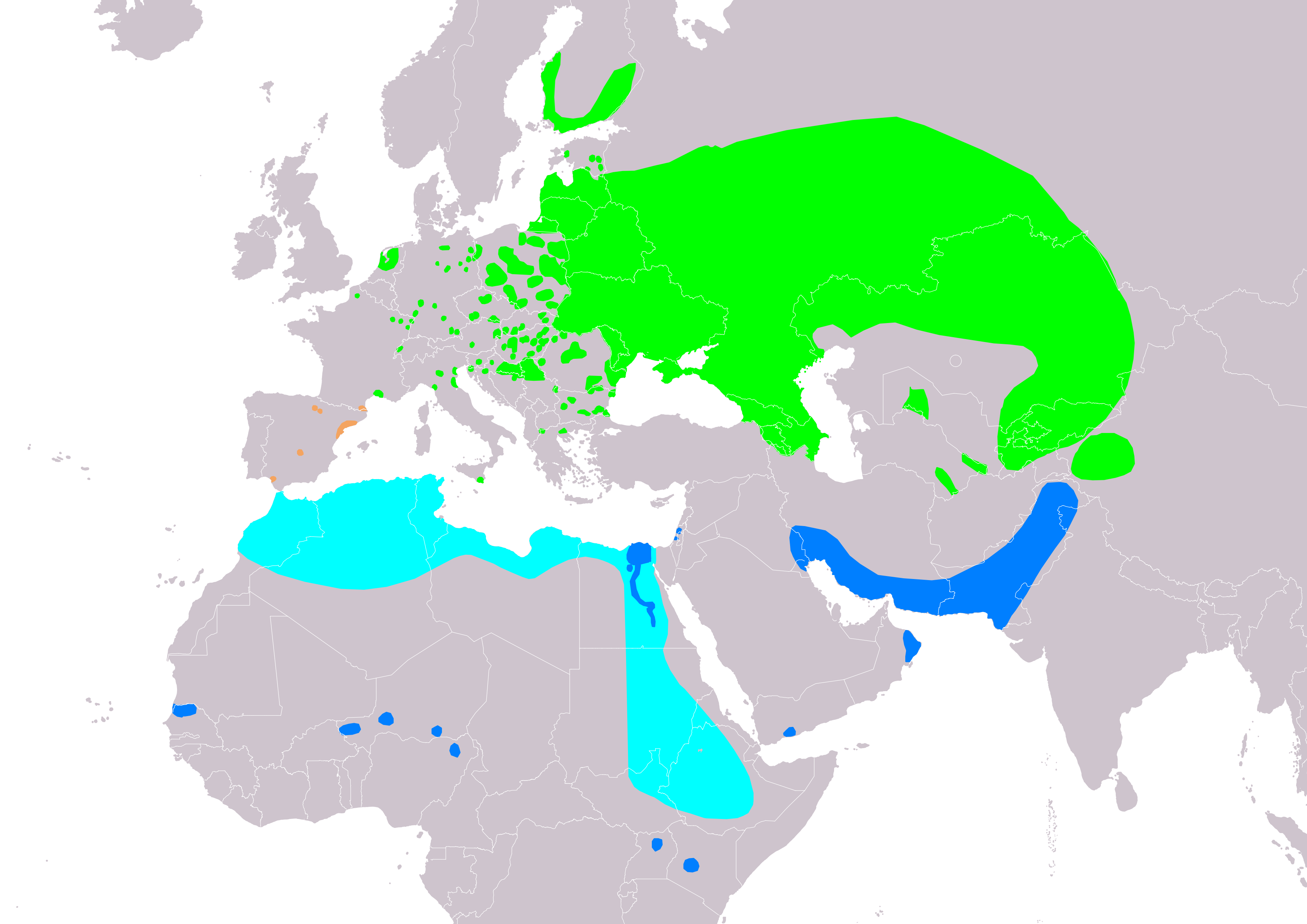
Verbreitung des Kleinsumpfhuhnes:
Brutgebiete
Migration
Überwinterungsgebiete
Vorkommen (Saisonalität unsicher)

Das Kleinsumpfhuhn kommt von Osteuropa bis Westsibirien vor, in Mitteleuropa ist es nur im Osten und Südosten verbreitet. Der Verbreitungsschwerpunkt des Kleinsumpfhuhns sind die Niederungsgebiete der westlichen Paläarktis. Die Höhenverbreitung reicht bis etwa 430 Höhenmeter. Schwerpunkte des Verbreitungsgebietes sind die Steppengebiete Osteuropas. Im Norden kommt die Art bis zur Grenze der Waldsteppenzone vor. Im Süden reicht das Verbreitungsgebiet bis zum Übergang zu den Halbwüsten. In Mitteleuropa ist die Verbreitung überwiegend auf die Tiefebene Polens und Nordostdeutschlands sowie das Gebiet des sogenannten pannonischen Beckens beschränkt. Isolierte Vorkommen gibt es außerdem weiter im Westen und Südwesten. Das kleine Sumpfhuhn ist ein Zugvogel und überwintert in Südwesteuropa, im Mittelmeerraum und in Ost- und Nordafrika. Es zieht im Oktober weg und kommt im März zurück.
Das Kleinsumpfhuhn lebt in sumpfigen, dichten Verlandungszonen, wie Schilfgürteln, Röhrichten und Binsenbeständen. Es bevorzugt hohes, mehrjähriges und strukturreiches Schilfröhricht, das mindestens kleine angrenzende offene Wasserflächen aufweist oder an Tümpel, Gräben oder Kanäle angrenzt. Es kommt aber auch in Mischbeständen mit Rohrkolben oder Großseggen vor. Da es auch schwimmen kann, bewohnt es tiefer im Wasser stehende Röhrichte als andere Sumpfhühner.

## Ernährung
Das Kleinsumpfhuhn frisst wirbellose Tiere und deren Larven, zartes Pflanzenmaterial und Samen von Wasserpflanzen.

## Fortpflanzung
Das Nest ist eine dicke Nestplattform aus Binsen, Seggen etc., die mit feinerem Pflanzenmaterial ausgelegt ist. Durch zusammengezogene Halme ist das Nest von oben gut getarnt.
Ein bis zweimal im Jahr, vom Mai bis Juni und von Juni bis Juli, werden vier bis acht gelbliche, braun gefleckte, 29 mm große Eier gelegt, die von beiden Elternteilen 21–23 Tage bebrütet werden. Nach dem Schlüpfen bleiben die Küken noch bis zu acht Tage im Nest und lernen mit ca. 50 Tagen fliegen.

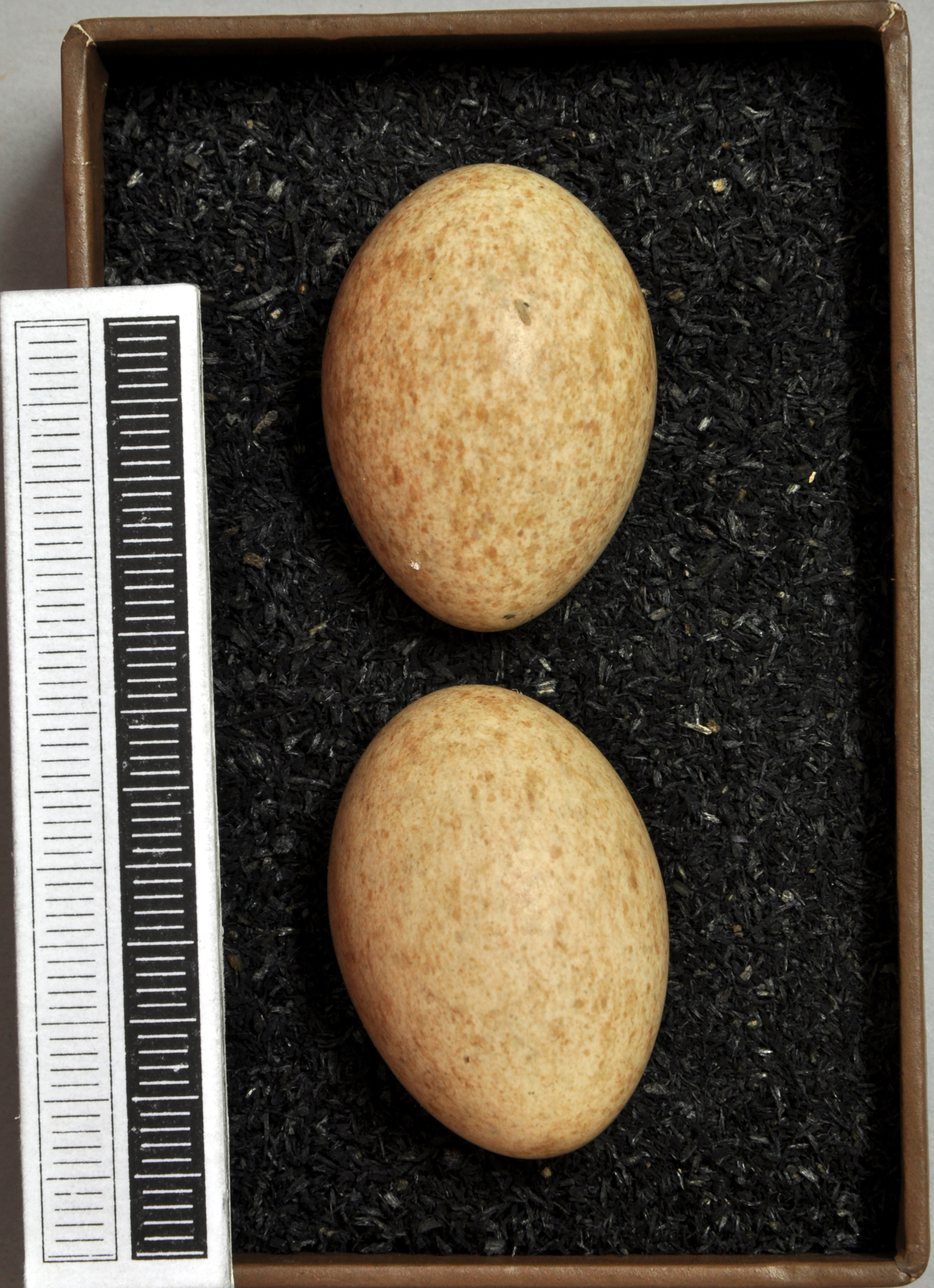
Gelege, Sammlung Museum Wiesbaden

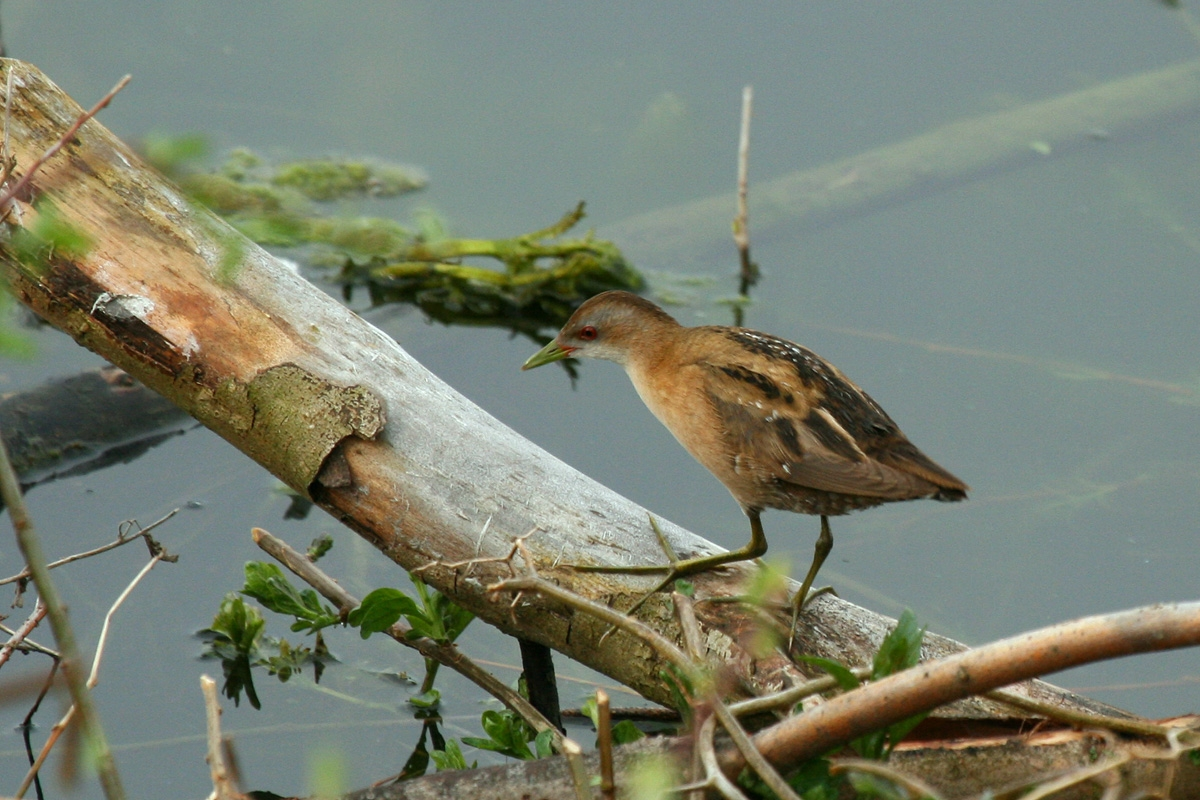
Weibliches Kleines Sumpfhuhn

## Verhalten
Das Kleinsumpfhuhn ist tagaktiv und zeigt sich vor allem morgens und abends. Das Männchen singt vorwiegend in der Dämmerung. Der Ruf besteht aus »gak« oder »quäck«. Das unverpaarte Weibchen hat eigene Rufe wie »pöck pöek pöck« oder »kikerr«.

## Bestand
Das Kleinsumpfhuhn ist auf der Roten Liste der Brutvögel Deutschlands als „gefährdet“ (Kategorie 3) eingestuft. Es ist eine Art des Anhangs I der EU-Vogelschutzrichtlinie (RL 79/409/EWG). Der europäische Gesamtbestand wird zu Beginn des 21. Jahrhunderts auf etwa 61.000 bis 140.000 Brutpaare geschätzt. Die größten europäischen Bestände finden sich in Österreich (12.000 bis 22.000 Paare), in der Ukraine (26.000 bis 43.000 Paare) sowie Russland (10.000 bis 50.000 Brutpaare). Der mitteleuropäische Bestand beträgt mindestens 16.000 bis 30.000 Brutpaare.
Das Kleinsumpfhuhn gehört zu den Arten, bei denen man eine besonders starke Auswirkung der Klimaerwärmung vermutet. Ein Forschungsteam, das im Auftrag der britischen Umweltbehörde und der RSPB die zukünftige Verbreitungsentwicklung von europäischen Brutvögeln auf Basis von Klimamodellen untersuchte, geht davon aus, dass das Verbreitungsgebiet bis zum Ende des 21. Jahrhunderts deutlich fragmentierter sein wird. Die meisten Brutareale im Südosten Europas werden nach diesen Prognosen dem Kleinsumpfhuhn keine geeigneten Lebensräume mehr bieten. Der Arealverlust wird durch neu geeignete Lebensräume im Süden Fennoskandinaviens nicht kompensiert.

## Belege